# Mbouda
Mbouda è la capitale del dipartimento di Bamboutos, in Camerun. Si trova tra le città di Bafoussam e Bamenda.